# 朴炳植
朴 炳植（パク・ビョンシク、1930年 - 2009年12月）は、韓国の言語研究家。
朝鮮の咸鏡北道（現在北朝鮮）に生まれる。高麗大学校経営大学院修了。建設会社を興したのち1979年ころニューヨークに渡り、古代言語研究を行い、日朝両語の「音韻変化の法則」を創始し、『日本書紀』の不明とされていたわざうたを解明したと称した。しかし同時期に現れた藤村由加、李寧煕とともに日本の専門家からは徹底批判され、認められていない。（藤村、李の項目参照）
2009年12月、アメリカにて逝去。享年79歳。

## 著書
- 『日本語の悲劇』情報センター出版局　1986　のち学研M文庫
- 『ヤマト言葉の起源と古代朝鮮語』成甲書房　1986
- 『クマソは何語を話したか ソンダル博士の方言講座九州・沖縄編』毎日新聞社　1987　ミューブックス
- 『日本原記 天皇家の秘密と新解『日本書紀』』情報センター出版局　1987
- 『日本語の成立証明 「音韻変化の法則」と身体各部位名称・人称代名詞など』情報センター出版局　1987
- 『日本語の発見 「万葉集」が読めてきた』学習研究社　1987
- 『ハッケヨイ!ハングル 日本語のルーツは古代韓国語だった ソンダル博士の語源講座』毎日新聞社　1987　ミューブックス
- 『万葉集の発見 「万葉集」は韓国語で歌われた』学習研究社　1987
- 『スサノオの来た道 ソンダル博士の方言講座・出雲編』毎日新聞社　1988
- 『卑弥呼は語る 言葉が復元する日本の古代史』学習研究社　1989
- 『出雲風土記の謎 秘められた人麿の怨念』毎日新聞社　1990
- 『万葉集枕詞辞典』小学館　1990
- 『出雲族の声なき絶叫 記紀の陰謀と出雲風土記の抵抗』新泉社　1991
- 『消された多氏古事記 まつろわぬ者の秘史』毎日新聞社　1991
- 『日本語のルーツは古代朝鮮語だった 「吏読」に秘められたヤマト言葉の起源』HBJ出版局　1991
- 『記紀・万葉を古代朝鮮語で読むための必読シリーズ
- 『朴炳植日本古代史を斬る』学習研究社　1991
- 『柿本人麻呂と「壬申の乱」の影 万葉の歌聖は百済人だった 栄光と哀しみの歌に秘められた亡命歌人の叫び』HBJ出版局　1992
- 『慟哭の海』毎日新聞社　1992
- 『消された「ウガヤ」王朝 『記紀』の裏にひそむ謎を解く』毎日新聞社　1993
- 『ヤマト原記 誰が<日本人気質>を創ったのか?』情報センター出版局　1994
- 『ヤマト渡来王朝の秘密』三一書房　1998
- 『ヤマト言葉語源辞典』BANARY出版 2001

## 参考
- 西端幸雄『古代朝鮮語で日本の古典は読めるか』大和書房、1991